# Пираке

Пираке на карте штата.

Пираке (порт. Piraquê) — муниципалитет в Бразилии, входит в штат Токантинс. Составная часть мезорегиона Западный Токантинс. Входит в экономико-статистический микрорегион Арагуаина. Население составляет  2 920 человек на 2010 год. Занимает площадь 1 367,613 км². Плотность населения — 2,14 чел./км².

## Демография
Согласно сведениям, собранным в ходе переписи 2010 г. Национальным институтом географии и статистики (IBGE), население муниципалитета составляет:
| Полное население                               | Полное население                               | Полное население                               | Полное население                               | 2 920 |
| ---------------------------------------------- | ---------------------------------------------- | ---------------------------------------------- | ---------------------------------------------- | ----- |
| в том числе:                                   | Городское население                            | 1 122                                          | Процент городского населения, %                | 38,42 |
|                                                | Сельское население                             | 1 798                                          | Процент сельского населения, %                 | 61,58 |
|                                                | Мужское население                              | 1 626                                          | Процент мужского населения, %                  | 55,68 |
|                                                | Женское население                              | 1 294                                          | Процент женского населения, %                  | 44,32 |
| Плотность населения, чел/км²                   | Плотность населения, чел/км²                   | Плотность населения, чел/км²                   | Плотность населения, чел/км²                   | 2,14  |
| Население муниципалитета в % к населению штата | Население муниципалитета в % к населению штата | Население муниципалитета в % к населению штата | Население муниципалитета в % к населению штата | 0,21  |

По данным оценки 2016 года население муниципалитета — 3 031 житель.

## Статистика
- Валовой внутренний продукт на 2003 составляет 8.836.404,00 реалов (данные: Бразильский институт географии и статистики).
- Валовой внутренний продукт на душу населения на 2003 составляет 2.663,98 реалов (данные: Бразильский институт географии и статистики).
- Индекс развития человеческого потенциала на 2000 составляет 0,680 (данные: Программа развития ООН).

## Важнейшие населенные пункты
| № | Населённый пункт | Населённый пункт (порт.) | Категория | Население чел. (2010) | На карте                       |
| - | ---------------- | ------------------------ | --------- | --------------------- | ------------------------------ |
| 1 | Пираке           | Piraquê                  | город     | 1 122                 | 6°46′11″ ю. ш. 48°17′39″ з. д. |